# Frankrijk op het Eurovisiesongfestival 2018

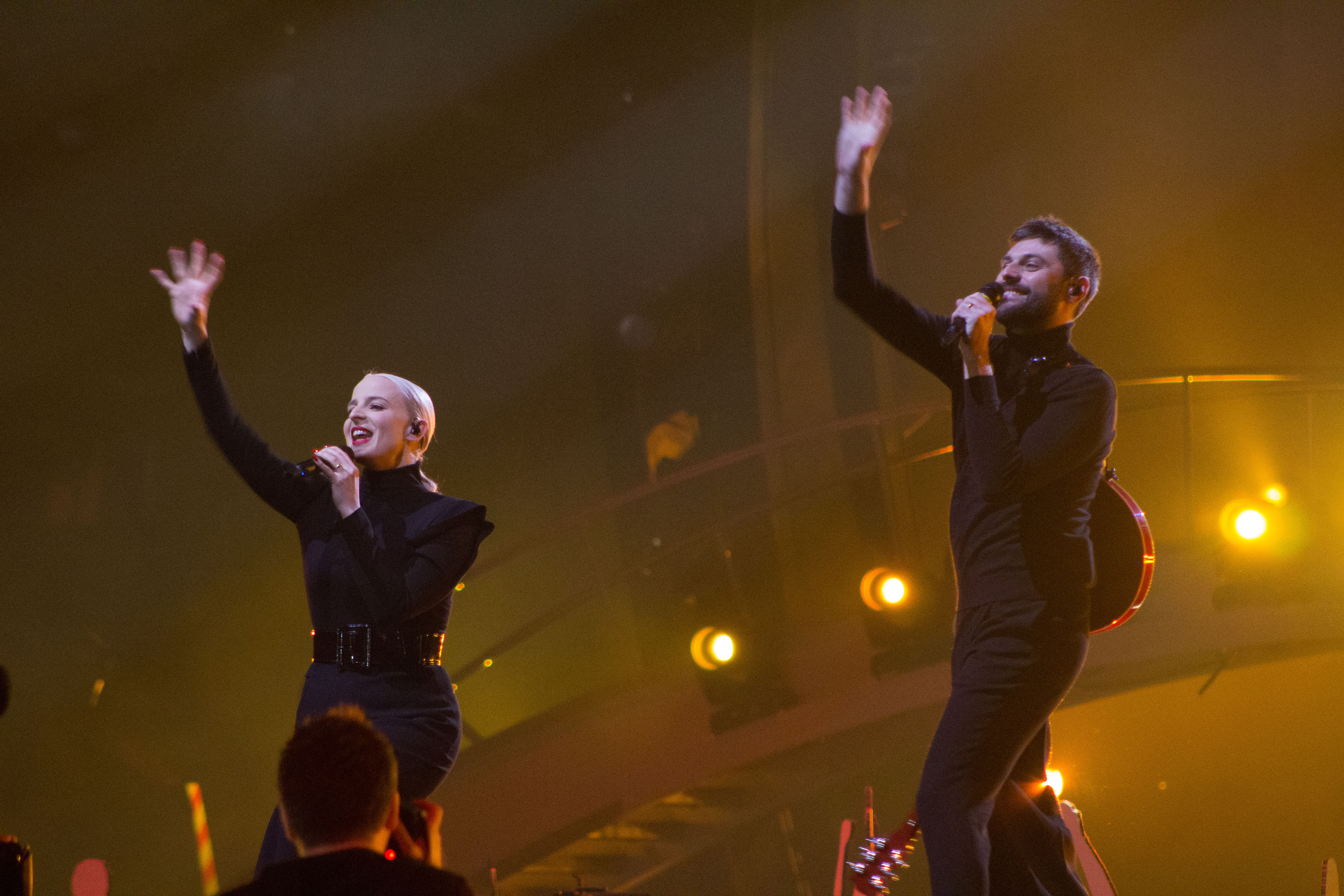
Madame Monsieur tijdens het uitvoeren van Mercy.

Frankrijk nam deel aan het Eurovisiesongfestival 2018 in Lissabon, Portugal. Het was de 61ste deelname van het land aan het Eurovisiesongfestival. France 2 was verantwoordelijk voor de Franse bijdrage voor de editie van 2018.

## Selectieprocedure
Op 21 juni 2017 maakte France 2 bekend ook in 2018 te zullen deelnemen aan het Eurovisiesongfestival. In tegenstelling tot de voorgaande jaren opteerde France 2 voor een nationale finale die over verschillende shows liep. De inschrijvingen werden meteen geopend en uiteindelijk ontving France 2 meer dan 1.500 inschrijvingen. Daarvan werden er achttien weerhouden. Destination Eurovision 2018 werd uitgezonden vanuit Saint-Denis en gepresenteerd door Garou.
In de halve finales werden de punten gelijkmatig verdeeld door een Franse en een internationale jury. De Franse jury bestond uit Amir Haddad, Isabelle Boulay en Christophe Willem. De internationale jury bestond uit de delegatieleiders van Italië (Nicola Caligiore), Wit-Rusland (Olga Salamakha) en Zweden (Christer Björkman). In de finale werd de Franse jury buitenspel gezet. De internationale jury werd uitgebreid met de delegatieleiders van Armenië, Bulgarije, Finland, IJsland, Israël, Rusland en Zwitserland. Zij stonden in voor de helft van de punten. De andere helft werd verdeeld door het televotende publiek. Uiteindelijk wist Madame Monsieur met de zegepalm aan de haal te gaan, met het nummer Mercy.

## Destination Eurovision 2018

### Eerste halve finale
13 januari 2018
| Plaats | Artiest       | Lied                 | Int. jury | Fr. jury | Totaal |
| ------ | ------------- | -------------------- | --------- | -------- | ------ |
| 1      | Lisandro Cuxi | Eva                  | 34        | 32       | 66     |
| 2      | Emmy Liyana   | OK ou KO             | 30        | 20       | 50     |
| 3      | Malo'         | Ciao                 | 20        | 26       | 46     |
| 4      | Louka         | Mamma mia            | 14        | 16       | 30     |
| 5      | Ehla          | J'ai cru             | 8         | 20       | 28     |
| 6      | Noée          | L'un près de l'autre | 20        | 6        | 26     |
| 7      | Masoe         | Paradis              | 0         | 6        | 6      |
| 8      | Enéa          | I'll be there        | 0         | 0        | 0      |
| 8      | Pheno Men     | Jamais sans toi      | 0         | 0        | 0      |

### Tweede halve finale
20 januari 2018
| Plaats | Artiest         | Lied              | Int. jury | Fr. jury | Totaal |
| ------ | --------------- | ----------------- | --------- | -------- | ------ |
| 1      | Madame Monsieur | Mercy             | 30        | 26       | 56     |
| 2      | Max Cinnamon    | Ailleurs          | 28        | 26       | 54     |
| 3      | Nassi           | Rêves de gamin    | 26        | 20       | 46     |
| 4      | Igit            | Lisboa Jérusalem  | 22        | 24       | 46     |
| 5      | Sweem           | Là-haut           | 4         | 22       | 26     |
| 6      | Jane Constance  | Un jour j’ai rêvé | 4         | 4        | 8      |
| 6      | June The Girl   | Same              | 4         | 4        | 8      |
| 6      | Sarah Caillibot | Tu me manques     | 8         | 0        | 8      |
| 9      | Lucie Vagenheim | My world          | 0         | 0        | 0      |

### Finale
27 januari 2018
| Plaats | Artiest         | Lied             | Int. jury | Publiek | Totaal |
| ------ | --------------- | ---------------- | --------- | ------- | ------ |
| 1      | Madame Monsieur | Mercy            | 68        | 118     | 186    |
| 2      | Lisandro Cuxi   | Eva              | 90        | 72      | 162    |
| 3      | Malo'           | Ciao             | 28        | 89      | 117    |
| 4      | Emmy Liyana     | OK ou KO         | 82        | 30      | 112    |
| 5      | Igit            | Lisboa Jérusalem | 60        | 50      | 110    |
| 6      | Max Cinnamon    | Ailleurs         | 54        | 36      | 90     |
| 7      | Nassi           | Rêves de gamin   | 30        | 18      | 48     |
| 8      | Louka           | Mamma mia        | 8         | 7       | 15     |

## In Lissabon
Als lid van de vijf grote Eurovisielanden mocht Frankrijk automatisch deelnemen aan de grote finale, op zaterdag 12 mei 2018. Madame Monsieur was als dertiende van 26 acts aan de beurt, net na Eugent Bushpepa uit Albanië en gevolgd door Mikolas Josef uit Tsjechië. Frankrijk eindigde uiteindelijk op de dertiende plaats, met 173 punten. Oekraïne gaf 12 jurypunten aan Frankrijk. 

1956 · 1957 · 1958 · 1959 · 1960 · 1961 · 1962 · 1963 · 1964 · 1965 · 1966 · 1967 · 1968 · 1969 · 1970 · 1971 · 1972 · 1973 · 1974 · 1975 · 1976 · 1977 · 1978 · 1979 · 1980 · 1981 · 1982 · 1983 · 1984 · 1985 · 1986 · 1987 · 1988 · 1989 · 1990 · 1991 · 1992 · 1993 · 1994 · 1995 · 1996 · 1997 · 1998 · 1999 · 2000 · 2001 · 2002 · 2003 · 2004 · 2005 · 2006 · 2007 · 2008 · 2009 · 2010 · 2011 · 2012 · 2013 · 2014 · 2015 · 2016 · 2017 · 2018 · 2019 · 2020 · 2021 · 2022 · 2023 · 2024 · 2025
Albanië · Armenië · Australië · Azerbeidzjan · België · Bulgarije · Cyprus · Denemarken · Duitsland · Estland · Finland · Frankrijk · Georgië · Griekenland · Hongarije · Ierland · IJsland · Israël · Italië · Kroatië · Letland · Litouwen · Macedonië · Malta · Moldavië · Montenegro · Nederland · Noorwegen · Oekraïne · Oostenrijk · Polen · Portugal · Roemenië · Rusland · San Marino · Servië · Slovenië · Spanje · Tsjechië · Verenigd Koninkrijk · Wit-Rusland · Zweden · Zwitserland